# Monosigidae
Die Einteilung der Lebewesen in Systematiken ist kontinuierlicher Gegenstand der Forschung. So existieren neben- und nacheinander verschiedene systematische Klassifikationen. 
Das hier behandelte Taxon ist durch neue Forschungen obsolet geworden oder ist aus anderen Gründen nicht Teil der in der deutschsprachigen Wikipedia dargestellten Systematik.

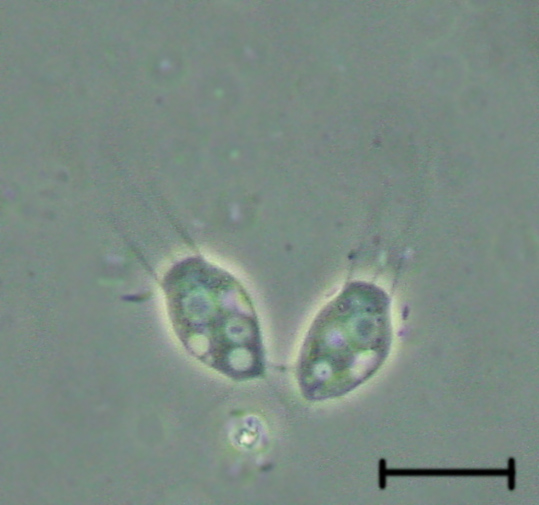
Codonosiga sp., Kolonie

Die Monosigidae waren ein Taxon der sogenannten Kragengeißeltierchen. Sie umfassten sieben Gattungen, die sich innerhalb der Kragengeißeltierchen durch das (scheinbare) Fehlen eines Gehäuses auszeichneten. Spätere phylogenetische Untersuchungen führten zur Zusammenführung des Taxons mit den Salpingoecidae zur Gruppe der Craspedida.

## Merkmale
Ein Gehäuse fehlt oder ist nur als dünner, scheidiger Kelch aus organischem Material ausgebildet, der lichtmikroskopisch nicht zu erkennen ist. Bis auf die Arten der Gattung Monosiga sind alle Arten koloniebildend.
Der deutlich ausgeprägte Kragen steht kreisartig um den Ansatz einer einzelnen, vorn gelegenen Geißel, Süßwasserformen weisen an ihrem Hinterende kontraktile Vakuolen auf. Alle Arten vermehren sich durch Längsteilung.

## Verbreitung
Arten der Monosigidae finden sich in Süß-, Brack- und Meerwasser.

## Systematik

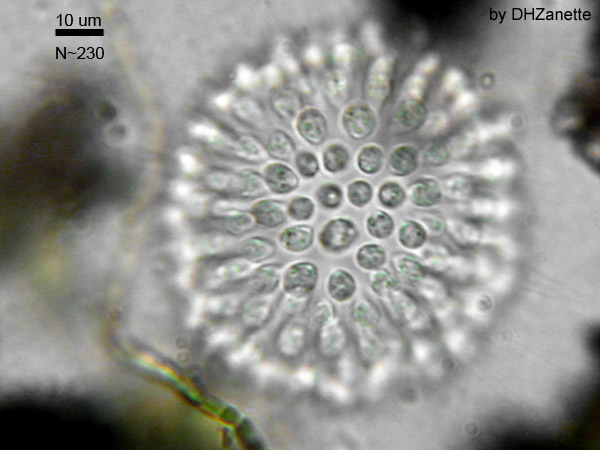
Eine Sphaeroeca-Kolonie

Die 1880 bis 1882 erstmals durch William Saville Kent als Familie Codonosigidae erstbeschriebene und 1985 durch Zhukov und Karpov als Monosigidae neu beschriebene Gruppe umfasste sieben Gattungen:
- Monosiga
- Codonosiga
- Codonocladium
- Desmarella
- Astrosiga
- Sphaeroeca
- Proterospongia

## Nachweise
1. ↑  Adl, S. M., Simpson, A. G. B., Lane, C. E., Lukeš, J., Bass, D., Bowser, S. S., Brown, M. W., Burki, F., Dunthorn, M., Hampl, V., Heiss, A., Hoppenrath, M., Lara, E., le Gall, L., Lynn, D. H., McManus, H., Mitchell, E. A. D., Mozley-Stanridge, S. E., Parfrey, L. W., Pawlowski, J., Rueckert, S., Shadwick, L., Schoch, C. L., Smirnov, A. and Spiegel, F. W.: The Revised Classification of Eukaryotes. Journal of Eukaryotic Microbiology, 59: 429–514, 2012, PDF Online
2. 1 2 3 4 5  Barry S.C. Leadbeater, Helge A. Thomsen: Order Choanoflagellida In: J. J. Lee, G. F. Leedale, P. C. Bradbury: An Illustrated Guide to the Protozoa. 2. Aufl., S. 16–18, Society of Protozoologists, Lawrence, Kansas, 2002